# Arius leptonotacanthus
Arius leptonotacanthus es una especie de pez de la familia Ariidae en el orden de los Siluriformes.

## Morfología
• Los machos pueden llegar alcanzar los 21,1 cm de longitud total.

## Distribución geográfica
Se encuentra en el Pacífico occidental.